# 中爪哇省
中爪哇省是印尼的一個省，位於爪哇島的中部，首府是三寶瓏。現任省長是甘查爾·普拉諾沃，由副省長代理。

## 地理及人口
中爪哇省位於東爪哇省及西爪哇省之間，北面是爪哇海，南面是印度洋，面積有40,548平方公里。無論是文化上或歷史上，位於其南部的日惹市（Yogyakarta）都屬於中爪哇區，但現時是印尼的一個獨立政治個體。
中爪哇有部份區域，如梭羅、班尤馬等，都有其獨特的歷史、文化、語言及傳統。
根據2000年的人口統計，中爪哇有人口30,851,144人，是印尼人口第3高的省份。（2010年）人口普查，有3238万人。
另外，位於東北部的穆里亞半島（Muria）將會興建核電廠。西南部的努沙甘邦岸有多所高度設防監獄。

## 市鎮列表

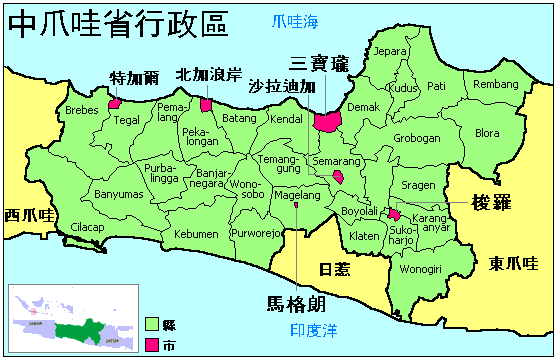

中爪哇省有29個縣、7個縣級市，茲詳列如下：

### 市
马吉冷市（Magelang）、北加浪岸市（Pekalongan）、普禾格多（Purwokerto）、沙拉迪加（Salatiga）、三寶垄（Semarang）、梭羅（Surakarta，又譯「蘇拉加達」）、直葛市（Tegal）

### 縣
- 双胶汉（Ambarawa）
- 班查內加拉（英语：Banjarnegara Regency）（Banjar Negara）、班尤馬（Banyumas）、峇登（Batang）、布勞拉（Blora）、博約拉利（Boyolali，又譯「波約拉利」）、勿里碧（Brebes，又譯「貝雷貝斯」）
- 芝拉扎市（Cilacap）
- 淡目（Demak）
- 哥波安（Grobogan，又譯克羅坡安、格羅波干）
- 傑柏拉（Jepara）
- Kajen，卡朗安雅（Karang Anyar，又譯「卡朗安耶」）, 加布棉（英语：Kebumen Regency）（Kebumen）, 肯德爾（Kendal）, 克拉登（Klaten）、古突士（Kudus）
- Mungkid
- 巴蒂（Pati）、Pemalang，Purbalingga，普沃達迪（Purwodadi）、普沃勒佐（Purworejo）
- 南望（Rembang）
- 斯萊曼（Slawi）、Sragen 、Sukoharjo
- 淡滿光（Temanggung）
- Wonogiri，禾諾波（Wonosobo）

## 知名人物
- 前總統蘇哈托

## 旅遊
- 婆羅浮屠
- 沙朗安湖
- 甘榜拉瓦